# 1945 aux Philippines

## Événements

### Janvier
- 9 janvier : débarquement américain sur l'île de Luçon et invasion du golfe de Lingayen.
- 15 janvier : un second débarquement a lieu au sud-ouest de Manille.
- 29 janvier : débarquement sans opposition près de la ville de San Narciso.
- 31 janvier : débarquements dans la province de Zambales. Début de la seconde bataille de Bataan.

### Février
- 3 février : début de la bataille de Manille.
- 11 février : encerclement de Manille.
- 21 février : fin de la seconde bataille de Bataan.
- 28 février : débarquement à Puerto Princesa.
- Massacre de Manille.

### Mars
- 3 mars : libération de Manille.
- 10 mars : prise de Zamboanga City
- 18 mars : la 40e Division d'infanterie débarque sur Panay.
- 26 mars : débarquement au sud des Visayas
- 29 mars : la 40e Division d'infanterie lance la prise du Negros Occidental.

### Avril
- 9 avril : début de la bataille de Jolo.
- 22 avril : libération de Palawan.
- 26 avril : prise de Dumaguete.
- 27 avril : début de la bataille de Davao.
- 30 avril :  la force aérienne mexicaine apporte son concours à l'avancée des troupes alliées, en envoyant l'escuadrón 201 bombarder les positions japonaises.

### Mai
- 3 mai : charge de 1500 soldats philippins vers le village d'Ising contre un régiment japonais qui leur était pourtant plus de deux fois supérieur en nombre et bien retranché.

### Juin
- 4 juin : libération du Negros Oriental.
- 10 juin : libération de la Région de Davao.

### Juillet
- 30 juillet : fin de la bataille des Visayas

### Septembre
- 2 septembre : libération de l'archipel, signature des actes de capitulation.